# OK (álbum)
OK es el quinto álbum de estudio de The Fall of Troy. Fue publicado gratuitamente en el sitio de la banda el 20 de abril de 2016. En ese mismo año, ellos publicaron OK#2, que ofrece una versión alternativa del álbum OK, y al igual que álbum original, fue publicado gratuito. OK#3.1 y OK#3.2 son versiones instrumentales de ambas versiones, OK y OK#2 respectivamente, y fue publicado gratuito en su página oficial.

## Lista de canciones
1. "401k" – 3:04
2. "Inside Out" – 4:41
3. "Savior" – 3:38
4. "A Single Word" – 3:42
5. "Side By Side" – 2:33
6. "Suck-o-Matic" – 3:19
7. "An Ode to the Masochists" – 2:38
8. "Auto Repeater" – 2:50
9. "Love Sick" – 2:12
10. "Your Loss" – 4:52

## Formación
- Thomas Erak - Voz, screamos, guitarra
- Tim Ward - Bajo, coros, screamos
- Andrew Forsman - Batería

### Personal adicional
- Lara Hilgemann: Voz
- Dr. Skankenstein: Sintetizador
- Jake Carden: Sintetizador
- Johnny Goss: Sintetizador, Productor, Ingeniero de audio
- Charles Macak: Productor, Mezclador de audio
- Troy Glessner: Audio
- Wood Simmons: Diseño